# Plebeia phrynostoma
Plebeia phrynostoma là một loài Hymenoptera trong họ Apidae. Loài này được Moure mô tả khoa học năm 2004.